# Big Bad John
Big Bad John er en amerikansk film fra 1990 af Burt Kennedy.

## Medvirkende
- Ned Beatty som Charlie Mitchelle
- Jimmy Dean som Cletus Morgan
- Jack Elam som Jake Calhoun
- Doug English som John Tyler
- Bo Hopkins som Lester
- Romy Windsor som Marie Mitchelle
- Jeff Osterhage som Alvin Mahoney
- Ned Vaughn som Billy Mahoney